# Worlds Collide
Worlds Collide è un album degli Apocalyptica pubblicato nel settembre 2007.
Contiene i brani Worlds Collide, I Don't Care (featuring Adam Gontier), I'm Not Jesus (featuring Corey Taylor), Helden (featuring Till Lindemann), SOS (Anything but love) (featuring Cristina Scabbia) e Grace (composta da Mikko Sirén e Tomoyasu Hotei).
È disponibile nella versione con CD e DVD e in quella con solo CD.

## Tracce
Testi e musiche di Eicca Toppinen, tranne dove indicato.
1. Worlds Collide – 4:28
2. Grace (feat. Tomoyasu Hotei) – 4:09 (Mikko Sirén, Tomoyasu Hotei)
3. I'm Not Jesus (feat. Corey Taylor) – 3:34 (Apocalyptica, Geno Lenardo, Johnny Andrews)
4. Ion – 3:46
5. Helden (feat. Till Lindemann) – 4:18 (David Bowie, Brian Eno)
6. Stroke – 4:32
7. Last Hope (feat. Dave Lombardo) – 4:47 (Sirén, Toppinen)
8. I Don't Care (feat. Adam Gontier) – 3:57 (Max Martin, Toppinen, Adam Gontier)
9. Burn – 4:16
10. S.O.S. (Anything But Love (feat. Cristina Scabbia) – 4:19 (Toppinen, Andrews)
11. Peace – 5:49

### DVD
- I'm Not Jesus Video
- The Making Of 'I'm Not Jesus'
- Interview
- Photo Gallery

## Formazione
- Eicca Toppinen - violoncello
- Paavo Lötjönen - violoncello
- Perttu Kivilaakso - violoncello
- Mikko Sirén - batteria